# ティム・ティーボウ
- ティム・ティーボー

ティム・ティーボウ（Timothy Richard Tebow ([ˈtiːboʊ] 1987年8月14日 - ）は、フィリピンマニラ首都圏マカティ生まれのアメリカ合衆国のアメリカンフットボール選手（クォーターバック、タイトエンド）、元プロ野球選手（外野手）。左利き。MLBではニューヨーク・メッツ傘下に所属していた。
フロリダ大学時代は神の子と呼ばれた。NFLのデンバー・ブロンコスに2010年のNFLドラフト1巡で指名され、2年目の2011年にはシーズン途中から先発QBに昇格し、チームをディビジョナルプレーオフまで導いた。しかし、2012年のオフシーズン、ブロンコスがペイトン・マニングを獲得したことから、ニューヨーク・ジェッツにトレードされ、その年、先発QBとしてプレーすることはなかった。その後、2013年にニューイングランド・ペイトリオッツ、2015年にフィラデルフィア・イーグルスと契約を結んだが、開幕ロースターに残ることはできなかった。2016年8月に野球転向を表明した。
2020年、ミス・ユニバース2017優勝者で南アフリカ共和国出身のモデルてあるデミ＝リー・ネル＝ピーターズと結婚した。

## 経歴

### プロ入り前

#### 大学入学前

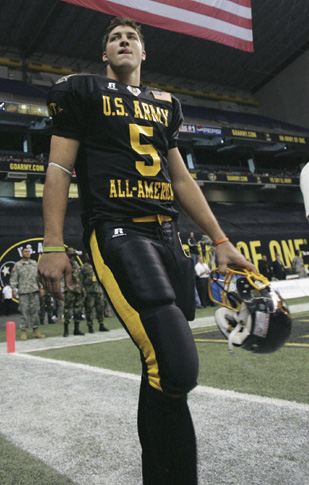
高校生のオールアメリカンゲームに出場したティーボウ

フロリダ大学出身の両親がフィリピンでキリスト教バプテスト派の布教活動をしていた時に5人兄弟の末っ子として生まれた。母親が妊娠中、赤痢を患い、抗生物質を服用したことから、医者に中絶を勧められたがそれを断り彼を出産した。一家は彼が3歳の時にフロリダ州ジャクソンビルに移った。ホームスクーリングを受けていた彼は地元のアカデミーでタイトエンドやラインバッカーとして1シーズンプレーした。クォーターバックとしてプレーを希望した彼はその後フロリダ州がホームスクーリングを受けている生徒が地域の高校で活動することを認可したことから、セントジョン郡の学校でプレーするようになった。高校2年の時のある試合で彼は前半終了間際に右足を負傷したが、そのままフル出場、29ヤードのTDランをあげた。試合終了後腓骨を骨折していたことが判明、残りシーズンを棒に振ったが、フロリダ州の最優秀選手となり、カレッジフットボールの有力校のプロスペクトとなった。高校3年次に彼はチームをフロリダ州チャンピオンに導き、フロリダ州のミスターフットボール、パレード誌が選ぶ高校生のオールアメリカン、2年連続で州の最優秀選手に選ばれた。また全米の高校生オールスターゲームであるアメリカ陸軍オールアメリカンボウルにも出場した。
大学進学の際には彼を獲得しようと、アラバマ大学のマイク・シュラ、フロリダ大学のアーバン・マイヤー、ルイジアナ州立大学、ミシガン大学のロイド・カー、USCのピート・キャロル、オハイオ州立大学のジム・トレッセルなどのヘッドコーチが彼の自宅を訪問した。その中から彼が選んだのはフロリダ大学であった。

#### フロリダ大学時代
フロリダ大学に入学した彼は2006年、122プレーの出場ながらラン、パス合計で13TDをあげる活躍を見せ、サウスイースタン・カンファレンスのフレッシュマンオールチームに選ばれる活躍を見せた。この年、クリス・リークの控えQBとなった彼はサザンミシシッピ大学戦で敵陣ゴール前に迫ったプレーでデビュー、QBスクランブルでのTDをあげた。2戦目のセントラルフロリダ大学戦ではチームのラッシングリーダーとなった。BCSナショナル・チャンピオンシップ・ゲームでも1TDパス、1TDランをあげて勝利に貢献した。

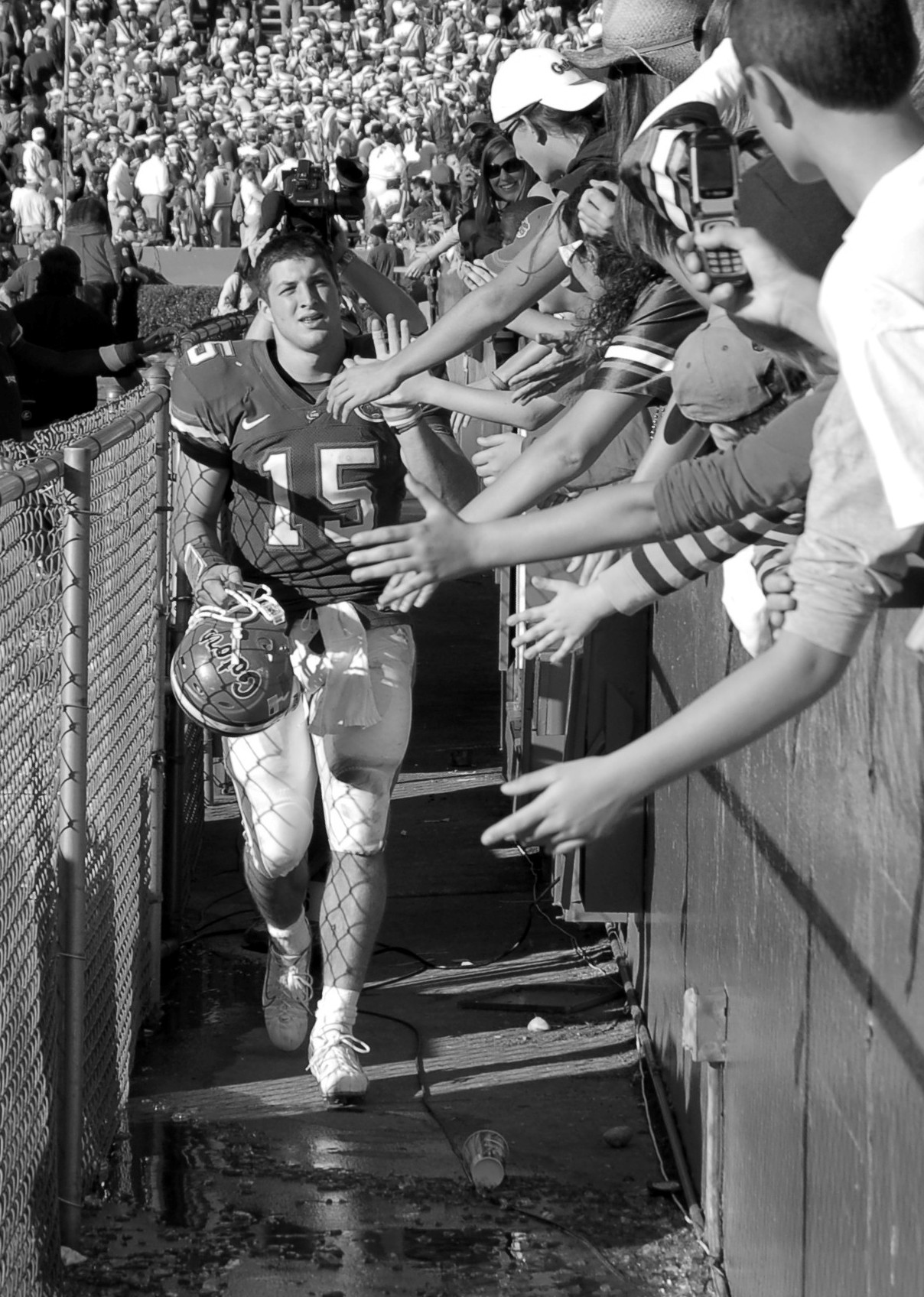
2007年のティーボウ

2年生となった2007年には先発QBとなり、開幕戦の西ケンタッキー大学戦ではパス17回中13回成功で300ヤード、3TD、ランでも1TDをあげて49-3と勝利した。9月22日のミシシッピ大学戦ではQBとしての大学記録となる166ヤードを走ったほか、パーシー・ハービンに11回、121ヤードのパスを通すなど、トータルオフェンスで427ヤードを獲得、30-24で勝利しチームは開幕から4連勝を果たした。11月3日のバンダービルト大学戦ではシーズン14回目のTDランを決めてカンファレンス記録を更新した。11月24日のフロリダ州立大学戦でパス28回中19回成功、262ヤード、3TD、13回のランで89ヤード、2TDをあげたが、この試合の第3Qのプレーで右肩を骨折していることが試合後に判明し、3週間ギプスを着けた。
シーズンを締めくくる2008年1月1日に行われたミシガン大学とのキャピタルワンボウルでは激しいブリッツにあい、3TDパス、0INTながら、パス33回中17回成功、154ヤードに抑えられ、ディフェンスがチャド・ヘニーにパスで373ヤード、ジム・ハートにランで129ヤードを許し、35-41で敗れた。この年パス317回中217回成功、3,132ヤード、29TD、6INT、ランでチームトップの895ヤード、23TD（QBとしてはNCAAシーズンタイ記録）の成績をあげて QBレイティングでは全米2位の177.8、ランでは1回あたり4.3ヤードを走り、2年生として初めてハイズマン賞を受賞した。この年チームは9勝4敗で全米ランク13位となっている。
2007年シーズン終了前、アーバン・マイヤーヘッドコーチはフロリダ州立大学戦で右手、ジョージア大学戦で右肩を負傷したティーボウの負担を減らすため、2008年シーズンは2人のQBを起用する意向を表明した。シーズン開幕前、自身のキリスト教の信念に反することから、アダルト雑誌であるPLAYBOY誌によるプレシーズンオールアメリカンチームに選ばれることを拒んだ。2008年11月1日の試合で37回目のTDランをあげて、エミット・スミスが保持していた大学記録を塗り替えた。この年チームは、カンファレンス東地区タイトルを獲得し、アラバマ大学とのカンファレンス決勝で勝利、全米ランキング2位となり、オクラホマ大学とのBCSナショナル・チャンピオンシップ・ゲームで24-14と勝利、3年間で2度目の全米チャンピオンとなった。チャンピオンシップで優勝した3日後の1月11日に行われた祝勝会の際に、2009年のNFLドラフトにアーリーエントリーせずに4年次に進学することを表明した（チームメートのパーシー・ハービン、ブランドン・スパイクスはアーリーエントリーを行った。）。翌日右肩の骨棘を取り除く手術を行った。
ティーボウは、ハイズマン賞の投票では最多の1位票を獲得したが、サム・ブラッドフォード、コルト・マッコイに次ぐ3位であった。この年28TD、2INT、QBレイティングはNCAA1Aで5位の176.7、ランで564ヤード、12TDをあげた。
| ファイナリスト         | 1位票 （3ポイント） | 2位票 （2ポイント） | 3位票 （1ポイント） | 合計ポイント |
| ---------------------- | ------------------- | ------------------- | ------------------- | ------------ |
| サム・ブラッドフォード | 300                 | 315                 | 196                 | 1,726        |
| コルト・マッコイ       | 266                 | 288                 | 230                 | 1,604        |
| ティム・ティーボウ     | 309                 | 207                 | 234                 | 1,575        |
| グレアム・ハレル       |                     |                     |                     | 213          |
| マイケル・クラブツリー |                     |                     |                     | 116          |
| 出典                   |                     |                     |                     |              |

2009年、チャールストンサザン大学、トロイ大学相手に開幕から2試合連続でパス、ランそれぞれでTDをあげた。第3戦のテネシー大学戦ではランでTDをあげたものの、1年次以来となるTDパスなしに終わった。9月26日のケンタッキー大学戦ではインフルエンザに罹ったままプレーした。この試合で相手選手にサックされた際にチームメートのマーカス・ギルバートのひざで頭部を強く打って脳震盪を起こし数分間はフィールドに横たわったままであった。その日のうちにケンタッキー大学の病院に運ばれた彼はCTスキャンを受けた結果、脳内出血はなく軽度の脳震盪と診断された。フロリダ大学は翌週試合がなかった。2週間後の10月10日に行われたカンファレンスのライバル、ルイジアナ州立大学戦で復帰し勝利を飾った。10月31日のジョージア大学戦では大学通算50回目、51回目のTDランをあげて、ジョージア大学のハーシェル・ウォーカーが持っていたサウスイースタン・カンファレンス記録を塗り替えた。12月5日のアラバマ大学とのカンファレンス優勝決定戦で、パスで245ヤード、1TD、ランでチームトップの63ヤードを走ったが、13-32で敗れた。シンシナティ大学とのシュガーボウルではパス35回中31回成功で482ヤード（自己ベスト）、3TDパスの成績をあげて51-24で勝利、13勝1敗の成績を残した。チームメート同士の投票によって選ばれるMVPに2007年から2009年まで3年連続で選ばれた。大学時代通算で41試合に先発し36勝、9,285ヤードを投げて88TD、16INTの成績を残した。この年のハイズマン賞の投票では5位となった。12月にはスポーツ・イラストレイテッドからカレッジフットボール2000年代最高の選手に選ばれた。
2010年1月のシニアボウルではパス12回中8回成功したが、2ファンブルと課題を残した。2月に行われた第44回スーパーボウルで中絶に反対する社会保守主義団体フォーカス・オン・ザ・ファミリーのCMに出演した。このCMは中絶賛成派（プロチョイス）からは非難された。
2月下旬に行われたNFLスカウティング・コンバインではフォーム改造中のためパス練習を回避した。3月17日に母校フロリダ大学で行われたプロ・デイで新しい投球フォームを披露した。その後、ドラフト前にワシントン・レッドスキンズ、バッファロー・ビルズ、シアトル・シーホークス、ニューイングランド・ペイトリオッツ、クリーブランド・ブラウンズ、デンバー・ブロンコスを訪問しワークアウトを行った。

### プロ入りとブロンコス時代
NFLからドラフトへの出席のオファーを受けていたが4月21日、ドラフト指名の瞬間を家族と共有したいとし、欠席した。彼のパスを投げるフォームはプロ向きではないとして、ドラフト開幕前に2巡または3巡での指名になるのではと評価されていたが、ジョシュ・マクダニエルスデンバー・ブロンコスヘッドコーチがボルチモア・レイブンズと3つのドラフト指名権と引き換えにトレードアップを行い、1巡全体25番目で指名したことは衝撃を与えた。ブロンコスに指名された彼のジャージはNFLShop.comの4月売り上げで全選手中トップとなった。7月29日、ブロンコスと5年3300万ドル（870万ドルの保障）で契約を結んだ。ドラフト指名後の5月時点ではマクダニエルスヘッドコーチはティーボウをカイル・オートン、ブレイディ・クイン、トム・ブランドステイターに次ぐ第4QBとして考えているとコメントしたが、すぐに第3QBに昇格した。

#### 2010年

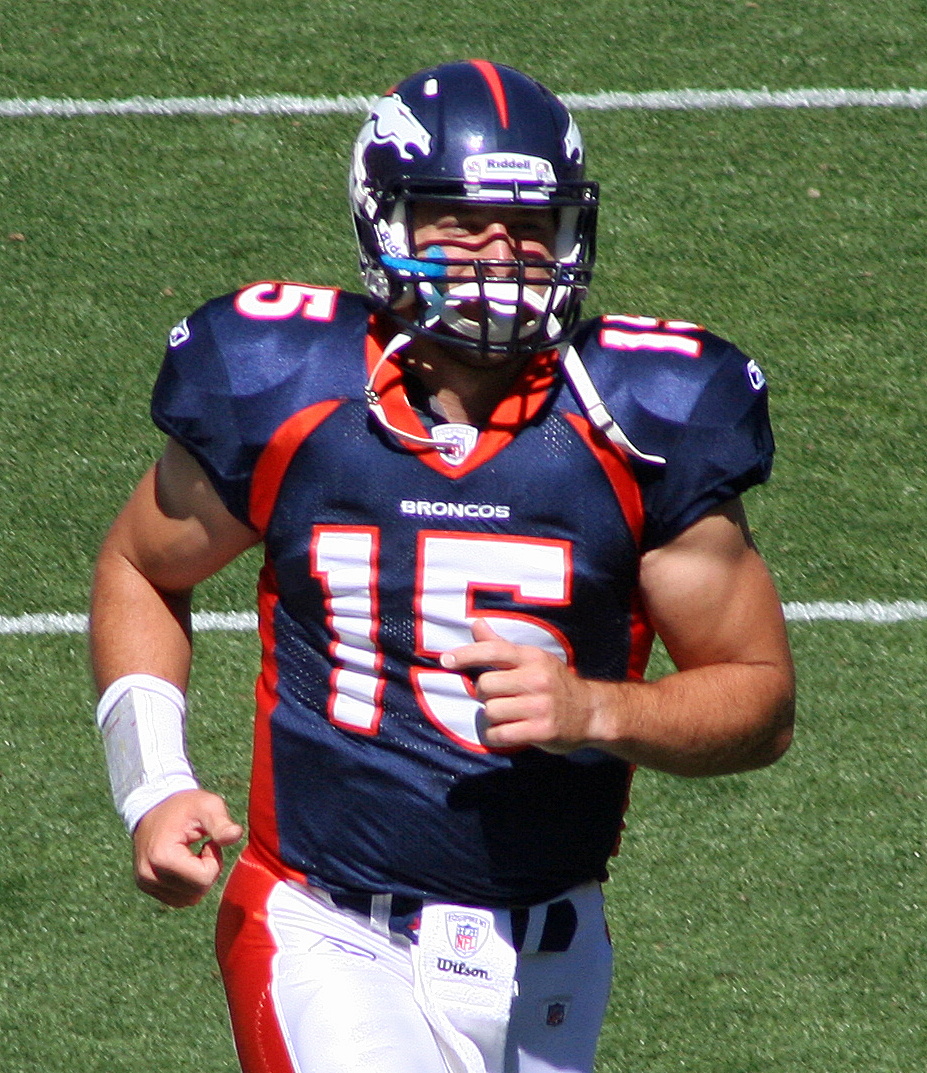
ウォームアップ中のティーボウ

2010年、10月17日のニューヨーク・ジェッツ戦でプロ初TDをあげた。10月31日にロンドンで行われたサンフランシスコ・フォーティナイナーズ戦で途中出場し、TDランをあげた。11月14日のカンザスシティ・チーフス戦でNFL入り後初のパスを投げ、これがスペンサー・ラーセンへの3ヤードのTDパスとなった。エースQBのオートンが故障した後、シーズン最後の3試合に先発出場した。12月19日のオークランド・レイダース戦では40ヤードのTDランなど、ランで78ヤード、パス16回中8回成功、138ヤードでチームは23-39で敗れた。先発2戦目となったヒューストン・テキサンズ戦では0-17とリードを許したが、第4QにパスとランでTDをあげるなど24-23と逆転、初勝利をあげた、パスで654ヤード、5TD、3INT、ラン43回で227ヤード6TDをあげた。先発するまでは主にワイルドホース隊形（ワイルドキャット隊形）での起用が多かった。

#### 2011年
シーズンオフにフォーブスが発表した最も影響力のあるアスリートの10位に入った。この調査でティーボウより順位が高かったNFL選手は、トム・ブレイディ、トロイ・ポラマル、ペイトン・マニングの3人であった。
プレシーズンは、オートン、クインに次ぐ第3QBであった。2011年、開幕から5試合はカイル・オートンが先発出場したが、チームが1勝4敗となった第6週から先発QBに昇格した。オートンからティーボウへの先発QB交代はシーズン途中までブロンコスに在籍していたWRブランドン・ロイドやスポーツ・イラストレイテッドの名物ライターピーター・キング、解説者からも疑問の声が出たが、先発QBに昇格してからの8試合で7勝1敗の成績をあげた。
第5週のサンディエゴ・チャージャーズ戦、16点差をつけられた後半から出場し、1TDパス、1TDランをあげて一時2点差に詰め寄ったが敗れた。
第7週のマイアミ・ドルフィンズ戦でシーズン初先発、7サックを喫し、第4Q残り3分を切って0-15とリードされていたが、2TDパス、2ポイントコンバージョンで同点に追いつき、オーバータイムに決勝FGが決まり勝利した。この試合でパス27回中13回成功、161ヤード、2TD。ラン8回で65ヤードを走った。パスの獲得ヤードの大半である137ヤードが第4Qによるものである。ティーボウの地元のフロリダでの試合ということもあり、終盤ではティーボウコールが起こり、ティーボウのユニホームを着て応援する観客も多くいた。オーバータイムではマイアミからファンブルリカバーを奪ったディフェンスの活躍に応え、決勝FGを演出した。残り3分を切って15点差以上つけられた状況から逆転勝ちしたのは1970年のAFLとNFLの統合以降初めてのことであった。
10月30日のデトロイト・ライオンズ戦では7サックを浴び、パス39回中18回成功で172ヤード、1INT、1ファンブルロストがそれぞれ相手のリターンTDにつながり、10-45とチームは大敗した。
11月6日のオークランド・レイダース戦でブロンコスはNFLではほとんど使用されていないが、ティーボウが大学時代に慣れ親しんだオプション・オフェンスを用いた。ティーボウは2TDパス、ランでも117ヤードを走り38-24と勝利した。ティーボウはNFL入り後初めて100ヤード以上を走った。ブロンコスのQBで1試合100ヤード以上走ったのは1976年のノリス・ウィーズ以来であった。この試合ではRBウィリス・マゲイヒーも163ヤードを走った。同じ試合でQBとRBがそれぞれ100ヤード以上走ったのはNFL史上5組目であった。11月13日のカンザスシティ・チーフス戦ではパス8回中2回成功ながら、エリック・デッカーへの56ヤードのTDパス、ランでもTDをあげて17-10でチームは勝利した。パス成功2回以下の成功で勝利したQBは彼で5人目であった。11月17日のニューヨーク・ジェッツ戦ではパス20回中9回成功、104ヤードながら、第4Q残り1分ほどに20ヤードのTDランをあげて17-13で逆転勝利した。決勝TDランをあげたプレーについて相手ヘッドコーチのレックス・ライアンはティーボウが走ると分かっていたが止められなかったとコメントした。11月27日のサンディエゴ・チャージャーズ戦ではオーバータイムに彼の12ヤードのランなどでボールを進め、決勝FGに結びつけた。この試合で彼は1950年以降のNFLQBとしては最多記録となる22回走った。12月4日、第13週のミネソタ・バイキングス戦ではパス15回中10回成功、202ヤードを獲得、2TDそあげて35-32の勝利に貢献した。第14週のシカゴ・ベアーズ戦では第3Qまでわずか3本しかパスを成功できず、0-10とリードされた第4Qから突如ティーボウのパスが決まりだし、パス40回中21回成功、236ヤード、1TD、1INTの成績をあげ、オーバータイムの末、勝利し8勝5敗となった。第15週のニューイングランド・ペイトリオッツ戦は視聴率19.5%を記録した。この試合で彼はパス22回中11回成功、194ヤード、ランでも12回で93ヤード、2TDをあげたが23-41で敗れた。第16週のバッファロー・ビルズ戦ではキャリア初の長袖でプレーする試合となった。7連敗中だったビルズとの試合で彼は自己ワーストの3インターセプトを喫し、チームは14-40で敗れた。最終週のカンザスシティ・チーフス戦は開幕時にブロンコス先発QBだったオートンとの対戦となった。ティーボウの率いるオフェンスはタッチダウンを奪えず、彼自身もパス22回中6回成功、60ヤード、1INT、ランでも6回で16ヤードと抑えられて3-7で敗れたが、地区優勝争いをしていたオークランド・レイダースも敗れたため、チームは8勝8敗ながら地区優勝、6年ぶりのプレーオフに進出した。
このシーズンに創刊されたNFLのオフィシャル雑誌の創刊号の表紙を飾っている。
1月8日に行われたワイルドカードプレーオフではオーバータイム最初のプレーで、デマリアス・トーマスへ80ヤードのTDパスを決めて番狂わせを演じた。ラン対策に多くの人数を割いたスティーラーズのディフェンスに対して、この試合で彼はパス成功10回ながら316ヤードを獲得、ランでも50ヤードを走り29-23での勝利に貢献した。この試合は全米で視聴率25.9%を記録した。試合終了後ツイッターでの彼を取り上げたメッセージ数は毎秒9,420本となりウサーマ・ビン・ラーディンの死直後の5,106本より多いものとなった。
翌週のニューイングランド・ペイトリオッツとのディビジョナルプレーオフでは、パス10回中3回成功28ヤードの獲得に終わり、10-45と大差で敗れた。

### ジェッツ時代
シーズン終了後、球団社長のジョン・エルウェイはトレーニングキャンプでティーボウを先発QB扱いすると語ったが、ティーボウと競うQBの獲得も行いたいと語った。その後、インディアナポリス・コルツから解雇されたペイトン・マニングをブロンコスが獲得したことから、ドラフト7巡指名権と共に、ニューヨーク・ジェッツのドラフト4巡、6巡と交換でトレードされた。このシーズンオフには、ジャクソンビル・ジャガーズもティーボウ獲得を検討していたことが、2013年4月マイク・ムラーキー（当時ジャガーズヘッドコーチ）によって明かされた。開幕戦からマーク・サンチェスが先発QBを務め続け、第15週の敗戦でチームはプレーオフを逃し、サンチェスの先発降格が決まったが、第2QBのティーボウではなく、グレッグ・マッケロイが先発QBに指名された。この年はクォーターバックとしての出場はほとんどなく、パス8回39ヤード、ラン32回102ヤードにとどまり、主にパントプロテクションなどのスペシャルチーム要員としての起用が多かった。

### ジェッツ退団後
2013年4月下旬、ジェッツからウェイバー公示された。彼が自由契約となる前、クォーターバックとしてではなく、タイトエンドなどとしてならばトレードに興味を持つチームもあった。5月にはジャクソンビル・ジャガーズのファンが、バラク・オバマ大統領にティーボウ獲得の働きかけを嘆願したが、ジャガーズオーナーのシャヒド・カーンは獲得意思がないことを表明した。6月に、ブロンコスヘッドコーチ時代、ティーボウをドラフトで指名したジョシュ・マクダニエルスが、攻撃コーディネーターを務めるニューイングランド・ペイトリオッツと契約を結んだが、シーズン開幕前に解雇された。12月30日にESPNのカレッジフットボール分析者として契約を結んだ。ただ、12月31日にNFLにQBとして復帰することが目標と語った。
2014年のBCSナショナル・チャンピオンシップ・ゲームでデビュー。
2015年4月20日にフィラデルフィア・イーグルスと1年契約を結び、QBとして開幕ロースター入りを目指したが、シーズン開幕直前の9月5日に解雇された。

### 野球転向
2016年8月に野球選手への転向を表明。同月30日にデドゥー・フィールドにてトライアウトが行われた。
2016年9月8日にニューヨーク・メッツとマイナー契約を結んだ。9日に傘下ルーキー級ガルフ・コーストリーグ・メッツへ配属された。ここでは出場しなかったが、次に送られたアリゾナ・フォールリーグのスコッツデール・スコーピオンズでは19試合に出場し、打率.194、0本塁打、2打点という成績を残した。
2017年は、A級コロンビア・ファイヤーフライズとA+級セントルーシー・メッツに所属し、2球団合計で126試合出場、打率.226、8本塁打、52打点、2盗塁という成績を残した。また、7月には12試合連続安打を記録するなど、徐々にではあるが結果を残していった。
2018年は、メッツのスプリングトレーニング（春季キャンプ）に招待選手として参加した。メジャー契約は勝ち取れず、開幕はAA級ビンガムトン・ランブルポニーズで迎えた。左翼手のレギュラーとして84試合に出場して、打率.273、6本塁打、36打点、1盗塁の成績を残していたが、7月21日に右手有鈎骨骨折のため故障者リスト入り。以降のシーズンを棒に振った。
2019年も、メッツのスプリングトレーニングに招待選手として参加。開幕はAAA級シラキュース・メッツで迎え、77試合に出場して、打率.163、4本塁打、19打点、2盗塁の成績を残していたが、7月21日の試合で外野守備中に左手小指を負傷して手術。7月23日に故障者リスト入りし、またしてもシーズン後半を棒に振った。
2020年は、開幕前の2月26日に第5回ワールド・ベースボール・クラシック予選のフィリピン代表に選出されたが、COVID-19の影響で予選が延期となった。また、この年もメッツのスプリングキャンプに招待され、デトロイト・タイガースのアレックス・ウィルソンから本塁打を放つなどアピールを続けたが、またしてもメジャー契約は勝ち取れず、またマイナーリーグが開催中止となったため公式戦でのプレー機会はなかった。
2021年2月17日、野球選手として現役を引退することが発表された。

### NFL復帰
2021年シーズンでは、ジャクソンビル・ジャガーズとタイトエンドとしての契約を結んだ。しかしプレシーズン第1週終了後にチームからリリースされた。

## 人物

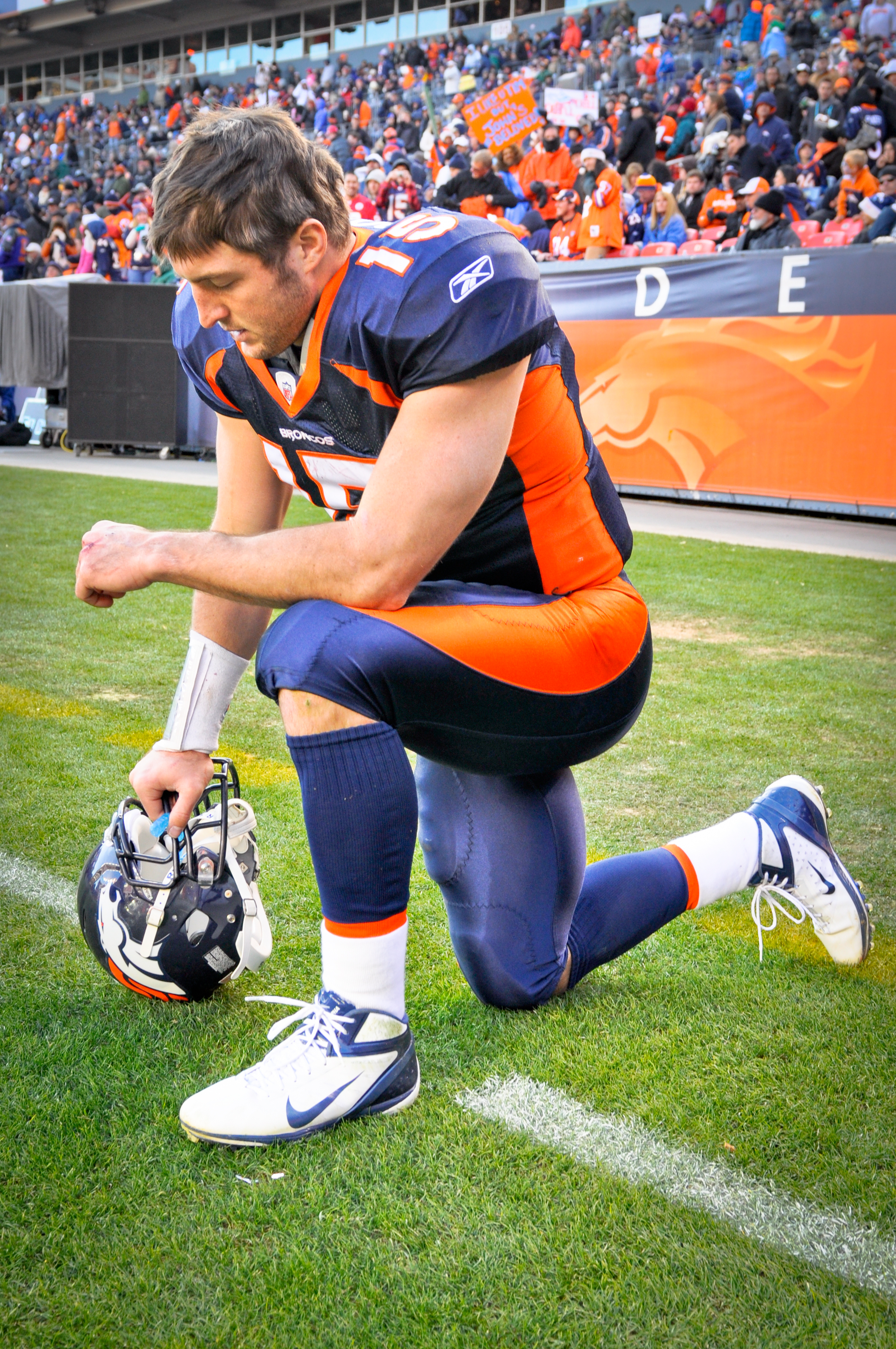
ティーボウイング

大学時代彼は人生に大切なものの順番として、神に感謝すること、家族、学業に次いで4番目にアメリカンフットボールをあげた。
聖書の中で、「ヨハネの福音書」3章16節を好んでおり、2009年1月のBCSナショナル・チャンピオンシップ・ゲームでアイ・ブラックに書き込んでいた。カレッジフットボールではティーボウが卒業後の2010年よりアイ・ブラックにメッセージを入れることを禁じるルールが追加された。
子どもの頃は同じフロリダ大学出身のエミット・スミスのファンであった。
ドラフト前、変則的なフォームからNFLで通用するかどうか疑問視されていた。2012年、トム・ブレイディ、ドリュー・ブリーズ、アレックス・スミスなどを指導した経験を持つ元MLB投手トム・ハウスの指導を受けるようになった。
NFLでデビューする前から非常に人気を集めており、2008年にはメンズ・フィットネスマガジンの9月号の表紙を飾った。2009年シーズン、主催ゲームが何試合かブラックアウト（試合開始72時間前までのチケットが完売しない場合、スタジアムから75マイル以内の地域でテレビ放送が行えなくなる。）となったジャクソンビル・ジャガーズとブロンコスの開幕戦チケットには申込が殺到した。また2010年4月、ドラフト指名前にナイキと30万ドルのパートナーシップ契約を結んだ。また、EAスポーツのNCAA Football 2011のカバーアスリートになることが発表された。その後同年7月にジョッキー・インターナショナルと契約している。
2012年にロイターなどが行った大統領にしたいQBの1位に選ばれた。特に共和党支持層の間では高い支持率となった。また同年4月にはタイム誌より世界に影響を与える100人に選ばれた。
同年6月の父の日に行われたイベントの際、青少年の規範となるロールモデルになりたいと語った。自身はダニー・ワーフェルから良い影響を受けたと語っている。
2011年のパス成功率が46.5%と先発QB中最低に終わった。パス回数、パスレイティングも低く、パス精度に難があるものの、第4Qに奇跡的な逆転劇を何度も演じ、絶大な人気を集めた。
彼が2010年1月に設立した基金はフロリダ州ゲインズビルの小児がんセンターへの寄付や、恵まれない子供たちをディズニーワールドへ招待するなどの支援を行っており、フィリピンのミンダナオ島ダバオで2012年1月から病院の建設を行っている。2013年半ばの開設を目指している。
2019年1月10日、ティーボウは南アフリカ共和国のモデルでミス・ユニバース2017優勝者のデミ＝リー・ネル＝ピーターズとの婚約を発表した。二人は2020年1月20日の月曜日、南アフリカで30分の結婚式を挙げた。

### ティーボウイング
彼は熱心なクリスチャンでタッチダウン後、片ひざをつき祈りを捧げるポーズはファンの間で「ティーボウイング」と言われており、そのポーズは全米で流行した。2011年12月には、GLMが、ティーボウイングの爆発的な広がりについて2008年の『オバママニア』に匹敵するとし、新たな英語として認める声明を発表した。
ピッツバーグ・スティーラーズとのプレーオフ勝利後は、デンバー市長と試合前に賭けをしたルーク・レイブンスタールピッツバーグ市長がティーボウイングを行っている。
2012年5月、EAスポーツから発売されるマッデンNFL13に、ティーボウイングが導入されることが発表された。